# Louis de Thomas de la Valette
Louis de Thomas de la Valette né en 1678 à Toulon et mort à Paris le 22 décembre 1772 est  un prêtre catholique français appartenant à la congrégation de l'Oratoire, septième supérieur général de la congrégation de 1733 à sa mort.

## Biographie
La famille de Thomas fait partie de la noblesse de Provence 
. Son père est François de Thomas, militaire sous Louis XIV.  Louis a deux frères ainés :Joseph Jean de Thomas, marquis de la Valette, (né 1672) sera un officier de la Marine royale. L'autre, Gaspard est un évêque (évêque d'Autun en 1732).
Louis est envoyé à Paris  dès qu'il a sept ans. En 1695 il entre à la congrégation de l'Oratoire de Lyon. Il devient prêtre. En 1710 il est choisi pour diriger l'Institution de Paris de l'Oratoire. Il occupe cette fonction durant 20 ans. À la mort du père de La Tour, en 1733,  il est élu supérieur général. Il n'accepte cette responsabilité que sous les pressions de l'archevêque de Paris, M. de Vintimille et du cardinal de Fleury. Ses bonnes relations avec ce dernier lui permettent d'assumer sereinement ses premières années de direction. Mais lorsque Jean-François Boyer, évêque de Mirepoix remplace le cardinal de Fleury un différend intervient. Boyer souhaite que la congrégation reçoive la bulle du pape Clément XI Unigenitus ce que ne veut pas de Thomas. Cependant au bout d'un an il cède et convoque l'assemblée de l'Ordre. Malgré l'opposition de la majorité des membres les présents à l'assemblée acceptèrent. Lorsque le cardinal de La Rochefoucault remplace M. Boyer les relations redeviennent confiantes.